# 福島交通飯坂東線

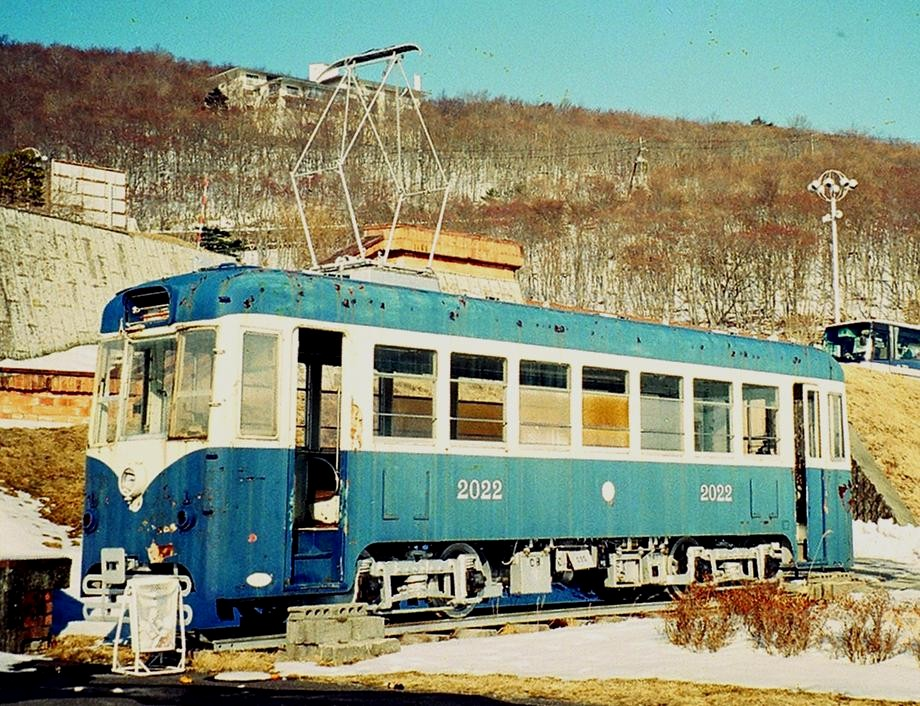
福島交通の関連会社の那須ロイヤルセンター（現在は廃園）に保存された2022号車（1999年撮影）

飯坂東線（いいざかとうせん）は、かつて福島県福島市及び伊達町・保原町・梁川町（いずれも現在の伊達市）などにおいて運行されていた福島交通の軌道線（路面電車）である。本項では、その支線の保原線・梁川線・掛田線などについても述べる。前身の福島電気鉄道（信達軌道）と飯坂電車との合併後はその3支線を含めた全線を「飯坂東線」と称していた。

## 路線データ
1963年（昭和38年）当時
- 路線距離：総延長31.5 km
  - 福島駅前 - 長岡分岐点 - 聖光学院前 - 湯野町間13.5 km
  - 長岡分岐点 - 保原間4.5 km（保原線）
  - 保原 - 掛田間6.3 km（掛田線）
  - 保原 - 梁川間6.6 km（梁川線）
  - 伊達駅前 - 聖光学院前間0.6 km
- 軌間：1,067 mm（電化以前は762 mm）
- 複線区間：なし（全区間単線）
- 最急曲線：半径16 m・聖光学院前のデルタ線[2]
- 最急勾配30.3 ‰（増田 - 東湯野間[3]）
- 電化区間：全線（直流750 V架空単線式[4]）
- 変電所：聖光学院前（500 kW水銀整流器を設置[5]）
- 車庫：聖光学院前（長岡車庫と呼称し、工場機能を併設）
- 軌条：22 kg/m、30 kg/m、福島駅前 - 文知褶通付近の3.5 kmと保原付近 - 三十日町付近の0.745 kmは37 kg/m[1] [6]

## 歴史

### 信達軌道
1908年（明治41年）に雨宮敬次郎が設立した信達軌道により、軌間762 mm・蒸気動力の軽便鉄道として福島 - 長岡 - 湯野村（後、湯野町）間が開業したことに始まる。同年内に長岡 - 保原を開業し、さらに雨宮傘下の事業者統合により、大日本軌道の福島支社となった。保原 - 梁川、保原 - 掛田 - 川俣を延長したが、1917年（大正6年）に再び信達軌道として独立、続いて桑折 - 保原を開業した。なお、「信達軌道」の社名は旧信夫郡と伊達郡を結んでいることにちなむ。
1913年（大正2年）2月10日、機関車の火の粉により鎌田 - 長岡間の7箇所で小火が発生し、2月16日に沿線の消防組が鉄道会社に抗議している。元々無煙炭とコークスを使うことを条件として許可された軌道であるにもかかわらず、市街地で黒煙に対する苦情が出るなど、粗悪な石炭を使ったことが原因である。「軽便放火」と呼ばれた火災に対し、1916年（大正5年）には市街地区間の廃止運動も起こった。
そのような状況のなか、1922年（大正11年）5月19日午前11時6分、鎌田村大字本内で蒸気機関車からの火の粉が原因といわれる本内大火が発生。午後0時30分の鎮火までに住戸46戸、非住居87棟を焼失した。住民が軌道に座り込んで抗議、鉄道は18日間運休した。この後、蒸気機関車の煙突に火の粉止めが取りつけられた。
この火災により多額の損害賠償を請求され、また、以前から借入金も抱えていた会社は資金難に陥ってしまった。この時に取締役の吉田佐次郎の要請をうけて取締役になったのが後に富山地方鉄道社長になった佐伯宗義である。佐伯は沿線火災予防に加えて、競合路線である福島飯坂電気軌道（後の飯坂電車、現在の福島交通飯坂線）による福島 - 飯坂の直通路線開業の対策から必然となっていた電化計画に着手した。まず社長が同郷の人である日本レール株式会社を訪ね協力を依頼した。ここで電化資金の調達に成功すると、さらに債権者である日本興業銀行の総裁を説得し資金の借入に成功した。電化工事については金沢電気軌道社長に協力を依頼し同社の電気技術主任下田与吉（後に福島交通社長）を譲り受け工事に当たらせた。この電化・改軌工事は費用節約のため、鉄道第2聯隊の演習として実施された。この際に掛田 - 川俣と桑折 - 保原間は赤字路線であり廃止されることになったが、これは日本興業銀行の助言によるものだという。

### 福島電気鉄道
1926年（大正15年）1月、社名を福島電気鉄道と改め、4月には先ず、福島駅前 - 長岡 - 湯野町間が完成している。同年12月までに対象全区間の電化・1,067 mm軌間への改軌の工事が完了し、路面電車となった。
ただし762 mm時代に比して道路の大幅拡幅ができなかったため、1,067 mm軌間の路線としては異例の車両限界の小ささとなり、車両の最大幅員は戦後まで1,676 mmと狭隘なままで、戦後に車幅を拡大して増備された一部車両でも2,000 mmに満たない幅の狭さだった。
路線延長は31.5 kmと長く、軽便鉄道時代から各市街地や集落を連絡する機能を持っており、路面電車規格ではあったが福島市の市街電車であることと同時にインターアーバン（都市間連絡電気鉄道）的な性格を合わせ持っていた。旅客運輸とともに貨物運輸営業も行なっており、福島駅前と各主要駅を貨物列車が結んで沿線の貨物輸送を担っていた。1,067 mm軌間であるが、車両限界の狭さのために国有鉄道規格の貨車の直通はできなかった。
1927年（昭和2年）10月に競合路線の飯坂電車を吸収合併して「飯坂西線」と改称。従前の福島電気軌道の路線は「飯坂東線」と改称した。1942年（昭和17年）12月に飯坂西線は福島駅に専用軌道で乗り入れを開始し、福島駅前通りから北に分岐していた従前の併用軌道は廃止されて飯坂東線と分離された。戦時中の企業統合で福島県中通り北部と浜通り北部の統合の中心となり、1943年（昭和18年）8月に周辺のバス会社を統合、福島電気鉄道グループの母体が完成した。
戦後は、設立時から関係があった福島県南交通を1961年（昭和36年）7月に合併して事業地域を拡大し、1962年（昭和37年）7月福島交通に社名変更。昭和30年代に経営に占める観光事業や路線バス事業の割合が大きくなり、軌道事業の存在感は徐々に薄くなった。モータリゼーションの進行により1967年（昭和42年）にまず聖光学院前 - 湯野町間を営業廃止して軌道を撤去し、長岡分岐点 - 伊達駅前間の旅客運輸営業を廃止して貨物運輸営業専用に変更した。1971年（昭和46年）に全線の営業を廃止し、同社の路線バスに転換された。

### 年表
- 1908年（明治41年）
  - 4月14日 - 信達軌道（しんたつきどう）[17]により、福島駅前 - 十綱（後の飯坂、さらに湯野町と改称）間、本社前（のちの聖光学院前） - 長岡駅前（後の伊達駅前）間開業。
  - 7月13日 - 長岡 - 保原間開通。
  - 7月28日 - 大日本軌道福島支社となる[18]。
- 1910年（明治43年）
  - 1月2日 - 保原 - （旧）梁川間開通。
  - 6月18日 - （旧）梁川 - 梁川間開通。
- 1911年（明治44年）4月8日 - 保原 - 掛田間開通。
- 1915年（大正4年）12月13日 - 掛田 - 川俣間開通。
- 1917年（大正6年）9月6日 - 再び信達軌道[19]として独立[注釈 9]。
- 1922年（大正11年）
  - 4月17日 - 保原 - 桑折間開通。
  - 5月19日 - 沿線の鎌田集落で全村焼失する火災発生。福島駅前 - 長岡（分岐点）間を18日間運休。
- 1925年（大正14年）12月24日 - 社名を福島電気鉄道に変更[注釈 10]。
- 1926年（大正15年）
  - 4月6日 - 福島駅前 - 長岡 - 湯野町間を改軌・電化し電車運行開始。
  - 11月6日 - 伊達 - 保原間を改軌・電化。
  - 12月2日 - 保原 - 掛田間を改軌・電化。
  - 12月21日 - 保原 - 梁川間を改軌・電化。
- 1927年（昭和2年）
  - 6月28日 - 不採算路線として、非改軌・非電化の桑折 - 保原間及び掛田 - 川俣間廃止[注釈 11]。
  - 10月1日 - 現在の飯坂線を経営していた飯坂電車を合併し「飯坂西線」と改称。従来からの福島電気軌道の路線は「飯坂東線」と改称。
- 1938年（昭和13年） 7月11日- 長岡車庫工場で火災発生。車庫2棟、電車5両を焼失[23]。
- 1942年（昭和17年）12月3日 - 飯坂西線を全線専用軌道化、併用軌道での飯坂東線との接続を廃止。
- 1945年（昭和20年）3月1日 - 飯坂西線を軌道法に基づく軌道線から地方鉄道法に基づく鉄道路線へ変更。
- 1962年（昭和37年）7月12日 - 社名を福島交通とする。車庫前を聖光学院前に改称。
- 1966年（昭和41年）8月 - 輸送量の減少に伴う合理化のため、福島駅前の貨物引き込み線を撤去。電動貨車1両と付随貨車13両を廃車[24]。
- 1967年（昭和42年）9月16日 - 飯坂西線と競合する聖光学院前 - 湯野町間を廃止。長岡分岐点 - 伊達駅前間は貨物運輸と長岡車庫への出入庫のみ使用。
- 1971年（昭和46年）4月12日 - 全線廃止。

## 運行概要
- 1934年（昭和9年）8月25日改正当時

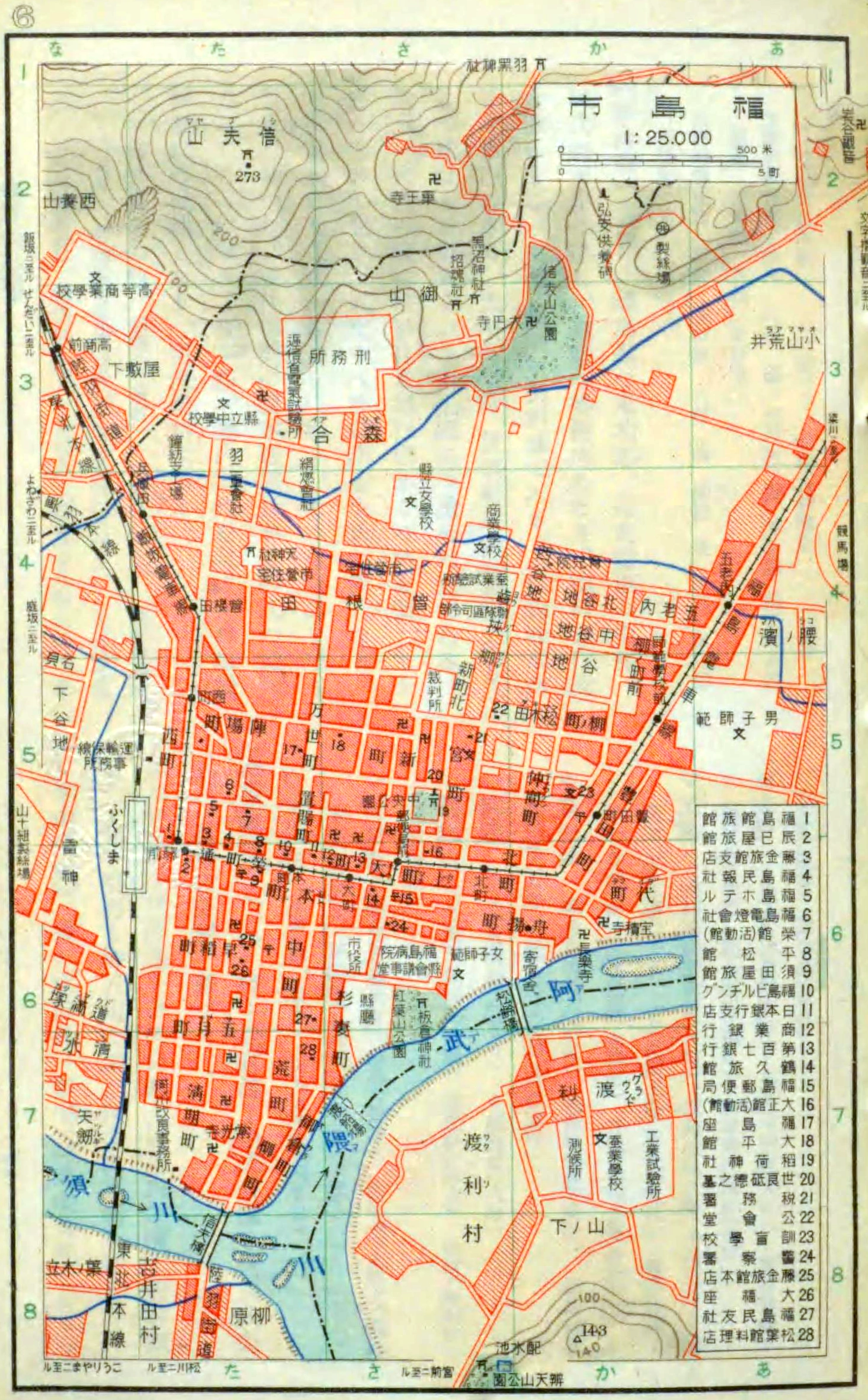
福島市中心部の地図（1929年）。福島駅前に乗り入れている。

  - 運行本数：福島 - 長岡間は5 - 22時に15分間隔（早朝深夜は30 - 60分間隔）、その他は6 - 20・21時に30 - 60分間隔。
  - 所要時間：福島 - 長岡間34分、福島 - 保原間50分、福島 - 飯坂（後の湯野町）間50分、福島 - 梁川間1時間12分、伊達 - 梁川間40分、伊達 - 掛田間40分。

なお当時、飯坂西線（現：飯坂線）の福島 - 飯坂温泉間は5時38分から22時45分まで30分間隔、所要時間30分。
- 1969年（昭和44年）4月当時
福島駅前 - 長岡分岐点間は1時間に4本、福島駅前 - 長岡分岐点間は日中15分おきで両区間共ラッシュ時間帯は増発された。保原 - 掛田間と保原 - 梁川間は日中は1時間間隔、ラッシュ時間帯30分間隔。福島駅前 - 保原間で12列車の折り返し運転が設定されていた。貨車を除く在籍車両23両中22両がフル稼動しており、予備車両の余裕がなかった。
長岡分岐点 - 湯野町間は1967年（昭和42年）9月16日に営業を廃止された。聖光学院前 - 伊達駅前間は区間運転で旅客運輸営業をしていたが同年同日で廃止、以降は貨物列車のみを1日6本運行した。長岡分岐点 - 長岡車庫 - 伊達駅前間は、出入庫と貨物輸送のみ使用するようになっていた。
その他の貨物輸送は長岡分岐点 - 掛田間と長岡分岐点 - 梁川間に各2往復客貨混合列車を運行していた[25]。
- 開業から廃止まで運転手と車掌が乗務するツーマン運転で、ワンマン運転は実施しなかった。
- 全線単線でスタフ閉塞運転し、多客時は2両以上、最大で5両の電車が閉塞区間内を続けて進行する続行運転を実施した。続行列車の車両は車両前面窓下に、円形で黄色地に赤の縁取りつき（中央に「続行あり」と記入されている）の続行標識を掲示した。またポイント設備は自動化されておらず、道端に設置された操作用のレバーを乗務員や係員が手動で操作していた。

砂利道を走行
当線は福島市街地中心部など一部分のみが舗装道路で軌道敷内も敷石で舗装され、伊達郡（現：伊達市）内の梁川線などの郊外路線は路面電車ではあったが、沿線の大半は未舗装の砂利道で狭い道路の片側半分を占有するような形で線路が敷設されており、電車と自動車の行き違い時には自動車は反対車線に待避して走行していた。また砂利道であったため軌道敷内は土を突き固めて舗装してあり、レールは車輪のフランジが通過するスペースを確保するために舗装面より若干高く設置してあった。電車との行き違い待避時は、自動車はこのレールを乗り越えて待避した。土や砂利でレールが埋もれるとスコップを持った保線係員が電車に添乗して現地まで出向き、その場で掘り起こしていた。末期には沿線も砂利道のアスファルト舗装化が進捗しつつあったが、アスファルト舗装化された道路でも軌道敷内は最後まで土のままの区間が残っていた。
貨物輸送
福島駅前・長岡分岐点・伊達駅前・湯野町・保原・梁川・掛田の沿線各主要駅で、特産品の絹織物や農産物及び生活物資などの貨物を取り扱っており、各駅には本線と並行して貨物取扱用の機回し線が設置されていた。国鉄福島駅前付近には、初期には飯坂東線から北側に分岐する引き込み線（貨物側線）が道路の東側に位置する福島貨物扱い所の敷地内に延びていたほか、後期には福島駅前駅から北側に、やはり福島駅の北東に位置する日本通運の敷地内へ引き込み線が延びており、福島駅前を経由して各方面に貨物列車が運行されていた。貨車は自社線内専用で、他路線との接続地点では貨物の積み替えが必要だった。運行ダイヤが詰まっていたので貨物列車は旅客列車に対する続行運転で設定され、電動貨車ニモ1が2〜3両の貨車を牽引して福島駅前から保原まで運行し、以遠の区間輸送は旅客用の電車に貨車1両を連結して運行した。車両の連結は急カーブで車体が接触するのを防ぐために、双方の車両のピン・リンク式連結器を長さ1m以上もある長い連結棒（Draw bar=ドローバー）で接続する形を取っていた。時代の変化と共に、貨物の区間輸送は次第にトラック輸送に切り替えられて福島駅前の引き込み線は撤去され、ニモ1も廃車された。以降は、全線で旅客用の電車が貨車を牽引する形が取られた。

## 停留所一覧

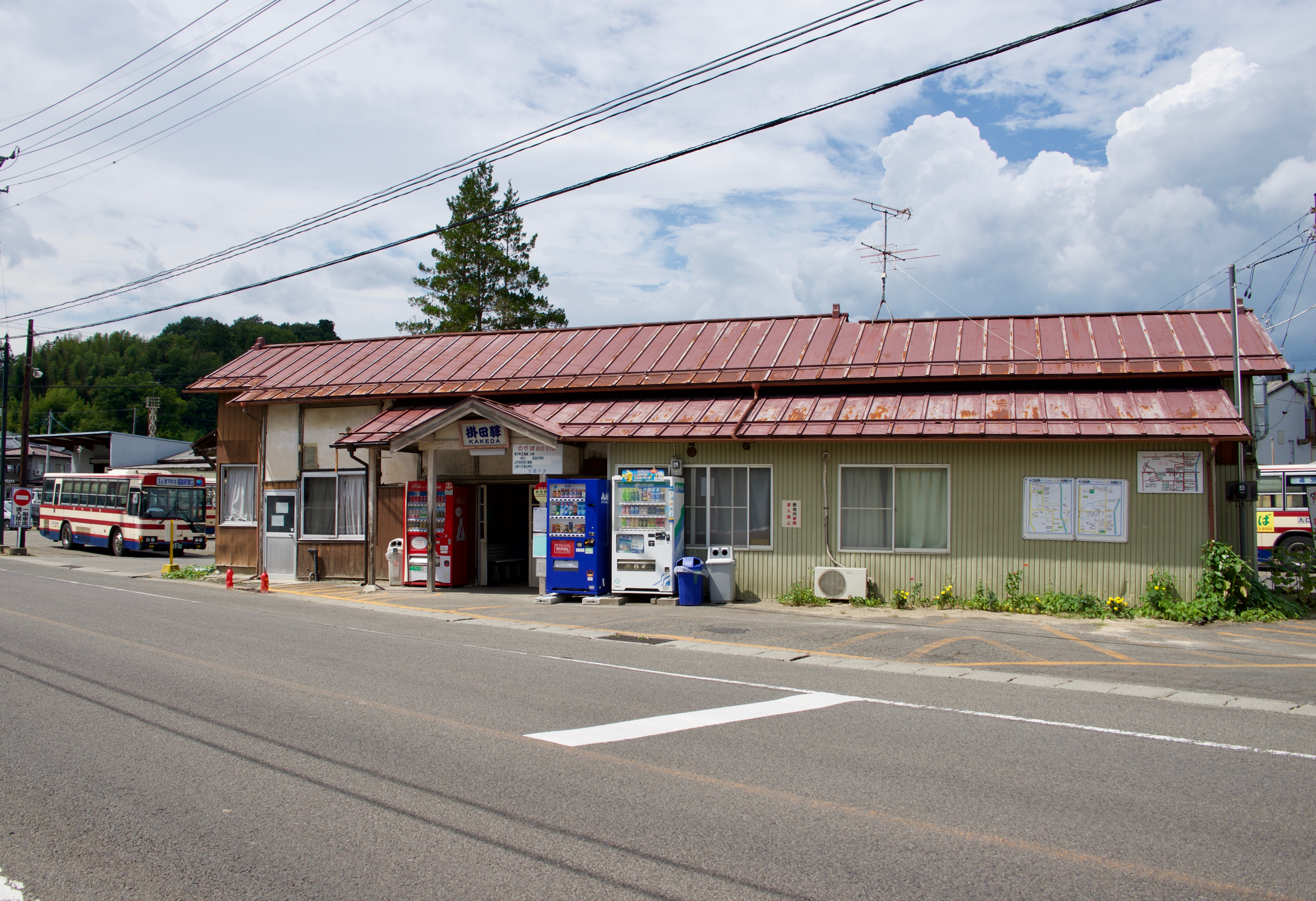
現在はバス案内所として利用されている掛田駅舎（2018年8月）

1963年（昭和38年）当時
飯坂東線
福島駅前 - 本町 - 上町 - 北町 - 浜田町 - 五老内 - 桜木町 - 競馬場前 - 祓川 - 文知褶通 - 信夫ヶ丘グランド前 - 大日堂前 - 本内 - 鎌田支所前 - 新鎌田 - 瀬上局前 - 瀬上荒町 - 河原町 - 長岡田町 - 長岡分岐点 - 聖光学院前 - 東湯野 - 明神前 - 湯野町
伊達駅前 - 聖光学院前
保原線
長岡分岐点 - 箱崎 - 柳原 - 伏黒 - 三日市 - 保原
梁川線
保原 - 九丁目 - 三十日町 - 猫川 - 大立目 - 向川原 - 粟野小学校前 - 粟野 - 新開 - 梁川
掛田線
保原 - 中村 - 柱田 - 金山 - 掛田

## 接続路線
- 福島駅前：東北本線・奥羽本線・福島交通飯坂線（福島駅）
- 湯野町：福島交通飯坂線（飯坂温泉駅、徒歩5分）
- 伊達駅前：東北本線（伊達駅）
- 桑折：東北本線（桑折駅）

## 車両

### 開業から電化以降
信達軌道時代や大日本軌道福島支社時代には、東京石川島造船所及び雨宮製作所製の小型蒸気機関車が貨車・客車を牽引していた。電化開業に当たっては、1925年（大正14年）から1927年（昭和2年）にかけて梅鉢鐵工所製の木造ボギー電車（定員42人）13両を順次新製配備した。飯坂電車との合併の際に、1917年（大正6年）日本車輌製造製と思われる木造単車1 - 5の5両が転属してきて、これを21 - 25（形式図）に改番して使用し、交換する形で飯坂東線のボギー車3両を飯坂西線に転属させた上車体と台枠を載せ替え、モハ101 - モハ103として使用した。1938年（昭和13年）、長岡車庫火災で車両を焼失しており、前後の記録から復旧もしくは代替新造していると思われるが詳細は不明。付随車は貨車・客車が存在したと推定されるが、これも詳細は不明である。
- 車両については戦前・戦後を通じて、実態と監督官庁の書類上の許認可に食い違いが生じている。旧飯坂電車と合併後車両の振替も行われており、全く記録が確認されていない部分もあって、新製・改造・車体更新・改番などの履歴が複雑で年月日など不明な点が甚だ多く、今後の研究が待たれる。

### 車体更新と増備
飯坂電車から引き継いだ21 - 25は、23 - 25のうちの2両が1938年（昭和13年）の長岡車庫火災で被災するが、1940年（昭和15年）に被災を免れた1両と共に半鋼製車体を新製して復旧された。さらに、1953年（昭和28年）に車体延長改造の上でボギー車化されて、デ17 - デ19に改番された。21・22は、飯坂西線が福島駅乗り入れを開始した1942年（昭和17年）に飯坂西線に転属した。
1955年（昭和30年）から木造ボギー車を日本車輌製造で半鋼製車体に車体更新した後、デ1 - デ13をモハ1101 - モハ1113に改番して使用。さらに1949年（昭和24年）から1953年（昭和28年）にかけて増備したデ14 - デ19を、モハ1114 - モハ1119に改番している。最後の新車となったモハ2022 - モハ2023に至るまでいずれも定員50〜52名の小型車で、特に狭い車体幅により前面が縦に細長く見えたことから、花巻電鉄の軌道線用旧型車と同様に「馬面電車」と呼ばれた特異な存在だった。前面は中央窓の天辺が左右より一段高い、独特な形状をしている車両もあった。前照灯はいずれも前面窓下に1灯を備え、また車内の座席はロングシートが千鳥配置に設置された独特なもので、車両によっては吊り革がなかったり、片側ずつ網棚と吊り革を設置していたりしていた。
集電装置は当初トロリーポールを使用し、後にパンタグラフに交換された。1952年（昭和27年）撮影の写真ではトロリーポールを装備した車両とパンタグラフを装備した車両が混在しており、この頃から交換が始まったと思われる。主幹制御器は全て直接制御器で、総括制御は不可能。単車と付随車はハンドブレーキを常用、ボギー車は当初ハンドブレーキ、1950年（昭和25年）から直通空気ブレーキを常用した。

#### 電動客車
戦後に車体更新あるいは新製されたものについて記す。
- デ1 - デ13 → モハ1101 - モハ1113
  - モハ1101・モハ1104 日本車輌製造で1955年（昭和30年）に半鋼製車体に更新。全長11,606mm×全幅1,676mm×高さ3,836mm、自重10.25t。主電動機は明電舎製60HP×2、台車はブリル27BE1。
  - モハ1102・モハ1103・モハ1105・モハ1107・モハ1109・モハ1111 日本車輌製造で1956年（昭和31年）に半鋼製車体に更新。全長11,606mm×全幅1,676mm×高さ3,836mm、自重10.25t。主電動機はモハ1102が三菱電機製で、他は明電舎製のいずれも60HP×2。
  - モハ1106・モハ1108・モハ1110 日本車輌製造で1958年（昭和33年）に半鋼製車体に更新。全長11,606mm×全幅1,930mm×高さ3,836mm、自重10.25t。主電動機は東芝製44HP×2で、台車は梅鉢鐵工所によるブリル27GE1のコピー品。
  - モハ1112・モハ1113 日本車輌製造で1956年（昭和31年）に半鋼製車体に更新。全長11,606mm×全幅1,676mm×高さ3,836mm、自重10.25tで、モハ1102とは同形。主電動機は東芝製44HP×2で、台車はブリル27BE1。
- デ14 - デ16 → モハ1114 - モハ1116
  - モハ1114　日本車輌製造製で1949年（昭和24年）新製。半円形に大きくカーブした前面を持つ。主電動機はAEG製60HP×2、台車は東京都電の中古発生品KB27。
  - モハ1115・モハ1116　日本車輌製造で1953年（昭和28年）新製。主電動機はAEG製60HP×2、台車は日本車輌製造によるブリル27BE1のコピー品。
- デ17 - デ19 → モハ1117 - モハ1119 前述の通り、旧飯坂電車からの引き継ぎ車の23 - 25を、1953年（昭和28年）に車体延長の上ボギー車に改造した車両。全長10,236mm×全幅1,676mm×高さ3,836mm、自重7.5t。主電動機は東芝製44HP×2で、台車は東京都電の中古発生品KB27。
- モハ1120・モハ1121 日本車輌製造で1953年（昭和28年）新製。全長11,440mm×全幅1,676mm×高さ3,805mm、自重10.25t。飯坂東線の車両の中では長めの車体を持つ。主電動機はシーメンス製60HP×2、台車は東京都電の中古発生品KB27。このグループ以降、新製時から形式名に「モハ」を使用している。
- モハ2022・モハ2023 日本車輌製造で1960年（昭和35年）新製。全長11,440mm×全幅1,920mm×高さ3,870mm、自重10.25t。張り上げ屋根にノーシル・ノーヘッダーで窓はアルミサッシ、車内灯は蛍光灯と、飯坂東線で一番近代的なスタイルだった。主電動機は日本車輌電機部製の48kW×2、台車は東京都電の中古発生品KB27。

#### 電動貨車・付随貨車
電動貨車は木造ボギー車のニモ1の1両があったが、1966年（昭和41年）8月に廃車された。付随貨車は1969年（昭和44年）時点で無蓋車ホト1・2、有蓋車ホワ10 - ホワ14の7両が在籍していた。
- ニモ1 ボギー電動貨車で、梅鉢鐵工所で1930年（昭和5年）新製。全長8,534mm×全幅1,610mm×高さ3,720mm、自重5.5t、積載荷重4.0t。主電動機は31.2kW×2。木造車体に軸バネなしのアーチバー台車を装備。
- ホワ1 - ホワ3 有蓋付随貨車で、ホワ1 - ホワ4は改軌・電化時に製造された。全長6,045mm×全幅1,676mm×高さ2,673mm、積載荷重4.0t。ドアなしの乗務員室つき。
- ホワ10 - ホワ14 有蓋付随貨車で無蓋車のホトを改造したもの。全長5,600mm×全幅1,560mm×高さ2,577mm、積載荷重4.0t。ドアなしの乗務員室つき。ホワ12は車体を鋼板張りに改造し、乗務員室を撤去した。
- ワフ5 - ワフ8 有蓋付随貨車で雨宮製作所製、車掌室つき。全長5,232mm×全幅1,676mm×高さ2,677mm。他の付随貨車は全てアーチバー台車を使用したボギー車だが、ワフ5 - ワフ8のみは2軸車だった。1966年（昭和41年）に廃車。
- ホト1 - ホト7 無蓋付随貨車で全長5,131mm×全幅1,676mm×高さ1,676mm。無蓋付随貨車は12〜13両が存在したと推定される。有蓋付随貨車への改造対象となり、最後まで残ったのはホト1・ホト2だった[39][37]。

## 跡地
- 掛田駅は現在でも駅舎がバス案内所として活用されている。
- 保原駅（初代）は、跡地が保原バスセンターとなっている。
- 湯野町駅は、「湯野駅」バス停留所と転回所になり、2000年（平成12年）9月まで駅舎が残っていた。
- 長岡車庫跡地は分割して売却され、現在、跡地は大半が伊達市商工会伊達支所と伊達児童館、一部が伊達市立伊達小学校及び住宅地と工場地に転用されている。
- 伊達市宮前地内には、保原線箱崎 - 長岡分岐点間の国道4号線架道橋（2012年（平成24年）現在は歩道橋が架かっている）東側のスロープに当時の架線柱が街路灯柱に利用されて1本（左右一対の片側）だけ残っている。
- 阿武隈川を渡っていた鉄道道路併用橋の伊達橋は3代目となる現・伊達橋の完成に伴い歩道橋に改築されて、「旧伊達橋」として現在も使用している。

## 保存車
車両は、2023年（令和5年）11月現在で以下の3両が現存している。
- モハ1115 福島県伊達市（掛田駅）：2023年11月12日に霊山こどもの村から移転[42]
- モハ1116 福島県伊達市（保原中央交流館）[42]：2015年4月18日に修復作業が完了、一般公開を再開
- モハ1119 福島県福島市（福島市立瀬上小学校）[42]